# جمهورية فنزويلا (1953–1999)
كانت جمهورية فنزويلا جمهورية ديمقراطية تأسست لأول مرة عام 1958، واستُبدلت عام 1999 بجمهورية فنزويلا البوليفارية. شهدت فنزويلا عشر سنوات من الديكتاتورية العسكرية بدأت من عام 1948 إلى عام 1958. لقد أنهى الانقلاب الفنزويلي عام 1948 تجربة ديمقراطية دامت ثلاث سنوات (بالإسبانية: El Trienio Adeco)، حيث سيطر ثلاثة من الأفراد العسكريين على الحكومة حتى عام 1952، عندما عقدت انتخابات رئاسية. كانت هذه انتخاباتٌ حرة بما يكفي لإعطاء نتائج غير مقبولة للحكومة، مما أدى إلى تزويرها لأحد القادة الثلاثة، ماركوس بيريز خيمينيز، الذي تولى الرئاسة. تم إنهاء حكومته خلال الانقلاب الفنزويلي عام 1958، الذي شهد ظهور الديمقراطية مع حكومة انتقالية تحت قيادة الأدميرال فولفغانغ ارازابال حتى انتخابات ديسمبر 1958. وقبل الانتخابات، وقعت ثلاثة من الأحزاب السياسية الرئيسية، حزب العمل الديمقراطي وكوباي والاتحاد الجمهوري الديمقراطي - مع استبعاد ملحوظ للحزب الشيوعي الفنزويلي - على اتفاق تقاسم السلطة في معاهدة بونتو فيجو.
تميزت هذه الفترة بتداول السلطة السياسية المنصوص عليه في معاهدة بونتو فيجو، وأيضًا من خلال تأميم صناعة النفط في عام 1976 وإنشاء شركة النفط الوطنية الفنزويلية، الشركة الوطنية للنفط والغاز؛ وبصعود النخب الاجتماعية الجديدة. وعلى الصعيد الدولي، أصبحت فنزويلا عضوًا مؤسسًا في منظمة الدول المصدرة للنفط (أوبك). تميزت الثمانينات على وجه الخصوص بازدهار الفن والثقافة وبالتطور الفني للأمة وخاصة في التلفزيون. لقد جعلت وسائل الإعلام الرائدة مثل تلفزيون آر سي فنزويلا شهيرة بمسلسلات أوبرا مثل كاساندرا.

## معاهدة بونتو فيجو

### إدارة بيتانكورت (1959-1964)
بعد انقلاب عسكري في 23 يناير 1958 أَرسل الجنرال ماركوس بيريز خيمينيز إلى المنفى، وقعت الأحزاب السياسية الرئيسية الثلاثة في فنزويلا معاهدة بونتو فيجو. أعادت الانتخابات التي تلت ذلك رومولو بيتانكورت، الذي كان رئيسًا من 1945 إلى 1948، إلى السلطة. أوقفت حكومة بيتانكورت المنح المقدمة لشركات النفط متعددة الجنسيات، وأنشأت شركة نفط فنزويلية، وساعدت في تأسيس أوبك في عام 1960، وهي مبادرة قادها وزير التنمية خوان بابلو بيريز الفونسو. كما قدمت الإدارة دستورًا جديدًا في عام 1961، يقسم الحكومة إلى فروع تنفيذية وتشريعية وقضائية؛ متابعة الإصلاح الزراعي؛ وروجت لمذهب دولي لم تعترف فيه فنزويلا إلا بالحكومات المنتخبة بالاقتراع الشعبي.
كان للنظام الجديد خصومه. في 24 يونيو 1960، أصيب بيتانكورت بجروح في محاولة اغتيال قادها الديكتاتور الدومينيكي رافائيل ليونيداس تروخيو. في الوقت نفسه تقريبًا، بدأ اليساريون المستبعدون من معاهدة بونتو فيجو (حركة اليسار الثوري والقوات المسلحة للتحرير الوطني) تمردًا دعمه الحزب الشيوعي الكوبي وزعيمه، فيدل كاسترو.

### فترة ليوني وكالديرا الأولى (1964-1974)
في عام 1963، تم انتخاب راؤول ليوني لخلافة بيتانكورت كرئيس. أصبحت حكومة ليوني معروفة بالأشغال العامة والتنمية الثقافية، لكنها واجهت حرب عصابات مستمرة.
فاز رفائيل كالديرا في الانتخابات التالية. وقبل توليه منصبه في عام 1969، اندلعت انتفاضة روبوني في غيانا المجاورة. تم حل الخلاف الحدودي مع غويانا اسيكيبا في عام 1970. وبالإضافة إلى ذلك، سمحت الهدنة مع رجال العصابات بإعادة إدماجهم في الحياة السياسية.

### مدة ولاية كارلوس أندريس بيريز الأولى (1974-1979)
تولى كارلوس أندريس بيريز منصبه عام 1974، وسط أزمة نفطية بدأت في العام السابق وزادت السعر العالمي للنفط من 3 دولارات إلى حوالي 12 دولارًا للبرميل. أممت فنزويلا صناعة الحديد في عام 1975 وصناعة النفط في العام التالي.

### إدارتي هيريرا كامبينس ولوسنشي (1979-1989)
تم انتخاب لويس هيريرا كامبينس للرئاسة في عام 1979، حيث كانت البلاد تعاني من ديون كبيرة ومقيدة بمطالب صندوق النقد الدولي. في عام 1983، تم تخفيض قيمة العملة الفنزويلية، البوليفار، فيما أصبح يعرف باسم الجمعة السوداء، مما تسبب في أزمة اقتصادية. لم تفعل حكومة خايمي لوسنشي اللاحقة الكثير لمواجهة الأزمة. لقد زاد الفساد، وأدت أزمة كالداس كورفيتيس في عام 1987، التي نشبت بسبب نزاع على السيادة في خليج فنزويلا، لواحدة من أكبر لحظات التوتر بين فنزويلا وكولومبيا.

### فترة ولاية كارلوس أندريس بيريث الثانية (1989-1993)
تم انتخاب بيريز مرة أخرى في عام 1988، وتطلعًا إلى حل الركود، فقد تبنى إجراءات اقتصادية سببت احتجاجات كبيرة، كان أكبرها موجة كاراكازو عام 1989. في نفس العام، أجرت فنزويلا أول انتخابات مباشرة للحكام ورؤساء البلديات.
في فبراير ونوفمبر 1992، قاد هوغو تشافيز محاولتين للانقلاب، وفي عام 1993، أطاح الكونغرس ببيريث. شغل أوكتافيو باج منصب القائم بأعمال الرئيس لمدة أسبوعين تقريبًا، حيث تولى المؤرخ والبرلماني رامون خوسيه فيلاسكيز منصب الرئيس المؤقت.
بيريث أثبت أنه أقل سخاءً في عمليات تسليم اليد عن السابق. ومع انتخابه بعد حملة شعبية مناهضة لليبرالية وصف خلالها صندوق النقد الدولي بأنها «قنبلة نيوترونية تسببت في قتل الناس تركت المباني قائمة» فقد قال إن خبراء الاقتصاد في البنك الدولي كانوا «عمال إبادة جماعية يدفعون الشمولية الاقتصادية»، فقد أصبح ليبرالي خزانة وعولمي. لقد كان مستشاره الاقتصادي مويس نعيم، وهو اليوم صحفي مؤثر في الولايات المتحدة ورئيس تحرير مجلة فورين بوليسي، وقد حدد جدول الأعمال الاقتصادي الرئاسي والذي لم يتضمن أي ضوابط على الأسعار والخصخصة والقوانين أو إلغاءها لجذب الاستثمار الأجنبي المباشر. بدأ نعيم في أدنى درجات التحرير الاقتصادي، الذي كان يحرر الضوابط على الأسعار وزاد سعر البنزين بنسبة 10 في المائة، وهو في فنزويلا منخفض للغاية بشكل مقدس. أدت الزيادة في أسعار البنزين إلى زيادة بنسبة 30 في المائة في أسعار المواصلات العامة في فبراير 1989، وهو بالكاد في فترة ولايته الثانية، واجه بيريز انتفاضة شعبية سحقها الجيش بعدد القتلى 276، وفقًا للمسؤولين الحكوميين. لقد عُرفت الانتفاضة باسم «كاراكازو» (من «كاراكاس»)، حيث كانت أعمال الشغب والنهب على نطاق غير متوقع.
واصل بيريث ونعيم إصلاحاتهما، التي حظيت بدعم كامل من صندوق النقد الدولي، وبدأ الاقتصاد الفنزويلي في الانتعاش، لكن القليل من الفنزويليين، الذين لم يكونوا مهتمين جدًا بالعولمة، كانوا مستاؤون. لقد أُطلق على بيريث الذي كان بعد فترة رئاسته الأولى رجلاً ثريًا لقب السيد الفساد نفسه.

#### محاولة الانقلاب عام 1992
بدأ ضباط MBR-200 بالتخطيط بجدية وفي 4 فبراير 1992 قاموا بضربتهم. كان هوغو تشافيز ملازمًا، لكن جنرالات آخرين شاركوا أيضًا في محاولة الانقلاب. اشتملت الخطة على أفراد عسكريين من المواقع العسكرية ومنشآت الاتصال العسكرية ثم وضع رفائيل كالديرا في السلطة بمجرد القبض على بيريز واغتياله. كادوا أن يحاصرونه في القصر الرئاسي، لكنه فر إلى مقر الرئاسة ومن هناك، قام الجنود الموالون لتشافيز باعتقاله. وفي مقابل حث المتآمرين معه على إلقاء أسلحتهم، سُمح لتشافيز، الذي كان يرتدي زيًا عسكريًا كاملًا وغير منحنٍ، بالتحدث على شاشات التلفزيون إلى الأمة بأكملها في لحظة استحوذت على اهتمام فنزويلا ومنحته مكانًا على المسرح السياسي للأمة.
في 27 نوفمبر 1992، حاول ضباط من الرتب العليا الإطاحة ببيريث ولكن تم إخماد المؤامرة بسهولة.

#### الإقالة والانتقال
جاء سقوط بيريث عندما بدأت عملية قانونية تفرض عليه الكشف عن كيفية استخدامه صندوقًا رئاسيًا سريًا ولكنه قانوني، حيي قاوم بحزم. وبعد اعتراض المحكمة العليا والكونغرس ضده، سُجن بيريث لفترة في أحد مراكز الاحتجاز، ثم وضع رهن الإقامة الجبرية في منزله. لقد سلم الرئاسة في عام 1993 إلى رامون خ. فيلاسكيز، وهو سياسي ومؤرخ في أديكو كان سكرتيرًا رئاسيًا له. ومع أن أحدًا لم يتهم فيلاسكيز بالفساد، إلا أن ابنه كان متورطًا في عفو غير قانوني عن مهربي المخدرات، لكنه لم يتهم. أشرف فيلاسكيز على انتخابات عام 1993، وكانت هذه مألوفة وفريدة من نوعها.

### إدارة كالديرا الثانية (1994-1999)
أراد رفائيل كالديرا، الذي كان مرشحًا للرئاسة ست مرات وفاز مرة واحدة، أن يحصل على فرصة أخرى، ولكن قاومت كوباي محاولته هذه المرة، بقيادة هيريرا كامبينس، حيث أسس كالديرا حركته السياسية الجديدة، التي تسمى كونفرخينسيا. اختارت كوباي الرداءة من داخل صفوفها. اختار Adecos باردو كلاوديو فيرمين. رأى بيتكوف عدم جدوى المحاولة مرة أخرى ودعم كالديرا. حتى فيلاسكويز شارك بالفعل. لقد فاز كالديرا وفي العملية تحطمت أطروحة ثنائية القطب الصارمة. بلغ الامتناع عن التصويت رقما قياسيا قدره 40%.[بحاجة لمصدر] كان السبب الرئيسي وراء فوز كالديرا، الذي كان يبلغ من العمر 86 عامًا، هو نفسه بالنسبة لفوز بيريث في عام 1973: كان الجميع يعرفونه، واعتقدت الطبقات الوسطى، التي ربما كانت حاسمة للمرة الوحيدة في تاريخ فنزويلا، أنه يستطيع فعل المعجزة التي كانت متوقعةً من بيريث، أي بطريقة ما يعيد البلد إلى المسار الصحيح إلى «العصور القديمة الجيدة».[بحاجة لمصدر]
تولى كالديرا الرئاسة للمرة الثانية في عام 1994 واضطر إلى مواجهة الأزمة المصرفية الفنزويلية في عام 1994، حيث أعاد فرض ضوابط الصرف، والتي رفعتها إدارة بيريث كجزء من التحرير المالي العام (غير المصحوب بقواعد تنظيمية فعالة، والتي ساهمت في الأزمة المصرفية). لقد عانى الاقتصاد في ظل هبوط أسعار النفط، مما أدى إلى انهيار الإيرادات الحكومية. تمت خصخصة شركة الصلب سيدور، واستمر انهيار الاقتصاد. وبعد الوفاء بوعد الانتخابات، أطلق كالديرا سراح تشافيز وعفا عن جميع المتآمرين العسكريين والمدنيين في نظام بيريث. استمرت الأزمة الاقتصادية، وبحلول انتخابات عام 1998 الرئاسية، أصبحت الأحزاب السياسية التقليدية غير شعبية؛ [بحاجة لمصدر] كانت المرشحة الأولى للرئاسة في أواخر عام 1997 هي إيرين سايز. اكتسب تشافيز شعبية وسط الاضطرابات المالية وانتخب رئيسًا في عام 1998. روجت إدارته دستورًا جديدًا، تمت الموافقة عليه عن طريق الاستفتاء في ديسمبر 1999. لقد أدى اعتماد الدستور الجديد في عام 1999 إلى إنهاء معاهدة بونتو فيجو، وتأسيس جمهورية فنزويلا البوليفارية.

## التنظيم الإقليمي
قسم دستور عام 1961 فنزويلا إلى ولايات ومقاطعة العاصمة وأقاليم وتبعيات اتحادية. على مر السنين، تمت ترقية بعض المناطق إلى مرتبة ولايات، بما في ذلك دلتا أماكورو في عام 1991 وو
الأمازون في عام 1994. لكل ولاية حاكم ومجلس تشريعي.

## العلوم والتكنولوجيا
حدث تقدم كبير في العلوم الطبية خلال فترة معاهدة بونتو فيجو. طور جاسينتو كونفيت لقاحات ضد مرض الجذام وداء الليشمانيات، وكان باروخ بن الصراف أحد المشاركين الحاصلين على جائزة نوبل في علم وظائف الأعضاء أو الطب في عام 1980 لأبحاثه المناعية. في مجال التكنولوجيا، اخترع هومبيرتو فرنانديز موران سكين الماس وساهم في تطوير المجهر الإلكتروني.

## الثقافة
كانت فترة الثمانينيات والتسعينيات عصرًا ذهبيًا للتلفزيون في فنزويلا. هناك عدد من المسلسلات الفنزويلية أصبحت شعبية دوليًا مثل: ليونيلا (عام 1983)، وكريستال (عام 1984)، والوصيفة (عام 1988)، وكاساندرا (عام 1992)، وPor estas calles (عام 1992)، وجميعهم من تلفزيون آر سي. ولاس أمازوناس (عام 1985)، وكا إنا (عام 1995)، وEl país de las mujeres (عام 1998) من فنزفزيون.
فاز عدة فنزويليات بمسابقات الجمال الدولية وهن: ماريتزا ساياليرو (عام 1979)، وايرين سيز (عام 1981)، وباربارا بالاسيوس تيد (عام 1986)، وأليسيا ماتشادو (عام 1996). صار الموسيقيون مثل فرانكو دي فيتا وريكاردو مونتانير وكارينا معروفين على الساحة الدولية.